# Châtillon (Vienne)
Pour les articles homonymes, voir Châtillon.
Châtillon est une ancienne commune du Centre-Ouest de la France, située dans le département de la Vienne en région Nouvelle-Aquitaine.

## Géographie

### Climat
Le  climat est océanique avec des étés tempérés.

## Toponymie
Châtillon serait un dérivé, sans doute mérovingien, du bas latin castellum, diminutif de castrum, accompagné du suffixe -ionem. Castrum désigne d’abord tous les types de forteresse, depuis le simple donjon jusqu’à l’enceinte urbaine, puis se spécialise dans le sens de « château fort » et se réduit ensuite à celui de « grande maison de plaisance ».

## Histoire
Le matériel archéologique mis au jour dans les grottes préhistoriques de la Groie atteste une occupation du site par l'homme au Paléolithique supérieur. L'oppidum construit à l'époque gauloise ou gallo-romaine est à l'origine du bourg actuel qui est arrosé par la Dive. Une église dédiée à saint Séverin a été endommagée pendant les guerres de Religion et la Révolution française. Elle fut détruite à la fin du XVIIIe siècle. Élevée au statut de commune après la Révolution, Châtillon ne posséda pas, dans un premier temps, de mairie. Mais en 1940, la maire met à la disposition de la municipalité l'ancien moulin qu'elle rachètera en 1952 et qu'elle aménagera au fil du temps.
Le 1er janvier 2019, elle devient une commune déléguée de Valence-en-Poitou aux côtés de Ceaux-en-Couhé, Couhé, Payré et Vaux. La création de la commune de Valence est actée par un arrêté préfectoral du 22 novembre 2018.

## Politique et administration

### Liste des maires

#### Maires
| Période                                  | Période      | Identité             | Étiquette | Qualité |
| ---------------------------------------- | ------------ | -------------------- | --------- | ------- |
| Les données manquantes sont à compléter. |              |                      |           |         |
| mars 1971                                | mars 2008    | Lucien Minault       |           |         |
| mars 2008                                | mars 2014    | Gilbert Rousseau     |           |         |
| mars 2014                                | janvier 2019 | Sarah Toulat-Paillat |           |         |

#### Maires délégués
| Période      | Période   | Identité             | Étiquette | Qualité |
| ------------ | --------- | -------------------- | --------- | ------- |
| janvier 2019 | mars 2020 | Sarah Toulat-Paillat |           |         |
| mars 2020    | En cours  | Christian Minault    |           |         |

### Instances judiciaires et administratives
La commune relève du tribunal d'instance de Poitiers, du tribunal de grande instance de Poitiers, de la cour d'appel  Poitiers, du tribunal pour enfants de Poitiers, du conseil de prud'hommes de Poitiers, du tribunal de commerce de Poitiers, du tribunal administratif de Poitiers et de la cour administrative d'appel  de  Bordeaux, du tribunal des pensions de Poitiers, du tribunal des affaires de la Sécurité sociale de la Vienne, de la cour d’assises de la Vienne.

## Démographie
L'évolution du nombre d'habitants est connue à travers les recensements de la population effectués dans la commune depuis 1793. Pour les communes de moins de 10 000 habitants, une enquête de recensement portant sur toute la population est réalisée tous les cinq ans, les populations de référence des années intermédiaires étant quant à elles estimées par interpolation ou extrapolation. Pour la commune, le premier recensement exhaustif entrant dans le cadre du nouveau dispositif a été réalisé en 2007.

En 2016, la commune comptait 236 habitants, en évolution de +2,16 % par rapport à 2010 (Vienne : +0,6 %, France hors Mayotte : +2,11 %).
| 1793 | 1800 | 1806 | 1821 | 1831 | 1836 | 1841 | 1846 | 1851 |
| ---- | ---- | ---- | ---- | ---- | ---- | ---- | ---- | ---- |
| 195  | 178  | 182  | 211  | 200  | 197  | 211  | 185  | 180  |

| 1856 | 1861 | 1866 | 1872 | 1876 | 1881 | 1886 | 1891 | 1896 |
| ---- | ---- | ---- | ---- | ---- | ---- | ---- | ---- | ---- |
| 192  | 181  | 175  | 175  | 166  | 162  | 167  | 175  | 170  |

| 1901 | 1906 | 1911 | 1921 | 1926 | 1931 | 1936 | 1946 | 1954 |
| ---- | ---- | ---- | ---- | ---- | ---- | ---- | ---- | ---- |
| 161  | 159  | 145  | 128  | 122  | 134  | 137  | 129  | 124  |

| 1962 | 1968 | 1975 | 1982 | 1990 | 1999 | 2006 | 2007 | 2012 |
| ---- | ---- | ---- | ---- | ---- | ---- | ---- | ---- | ---- |
| 113  | 115  | 90   | 91   | 102  | 119  | 199  | 210  | 244  |

| 2016 | - | - | - | - | - | - | - | - |
| ---- | - | - | - | - | - | - | - | - |
| 236  | - | - | - | - | - | - | - | - |

En 2008, la densité de population de la commune était de 37 hab./km2, 61 hab./km2 pour le département, 68 hab./km2 pour la région Poitou-Charentes et 115 hab./km2.

## Économie
Selon la direction Régionale de l'Alimentation, de l'Agriculture et de la Forêt de Poitou-Charentes, il n'y a plus que 2 exploitations agricoles en 2010 contre 4 en 2000.
Les surfaces agricoles utilisées ont diminué et sont passées de 204 hectares en 2000 à 154 hectares en 2010. L'élevage de volailles a disparu en 2010 (103 têtes sur 3 fermes en 2000).

### Héraldique
| Blason de Châtillon | Blason  | D'or à deux chevrons de gueules. Ornements extérieurs - Deux lions affrontés du champ en tenants, - Une couronne murale de trois tours du même en cimier, - un listel du même en pointe. |
| Blason de Châtillon | Détails | Blason historique : Le 1er janvier 2019, les communes de Couhé, Ceaux-en-Couhé, Châtillon, Payré et Vaux ont fusionné pour former la commune nouvelle de Valence-en-Poitou.              |

## Culture locale et patrimoine

### Lieux et monuments
Près du village, dans une boucle de la Dive, il est possible de découvrir un ancien camp romain semblable à celui de Sichard.
Le village, avec celui de Frozes, a la particularité de ne plus avoir d'église, (les pierres de l'édifice furent utilisés à la construction d'une grange environnante).